# Bolesław van Toszek (aartsbisschop)
Bolesław van Tost (circa 1276/1278 – december 1328) was van 1303 tot aan zijn dood hertog van Tost (Toszek) en van 1321 tot aan zijn dood aartsbisschop van Esztergom. Hij behoorde tot de Silezische tak van het huis der Piasten.

## Levensloop
Bolesław was de oudste zoon van hertog Casimir van Bytom en diens echtgenote Helena, wier afkomst onbekend gebleven is. Hoewel hij de oudste zoon was, was hij bestemd voor een kerkelijke loopbaan. In 1294 werd hij benoemd tot scholasticus van Krakau en in 1297 werd hij kanunnik van de kapittel van Breslau. Hoewel Bolesław een kerkelijke loopbaan volgde, kreeg hij in 1303 van zijn vader het district Tost toegewezen als hertogdom.
Rond 1315 verhuisde hij op vraag van zijn zus Maria van Bytom, die koningin van Hongarije was, naar het hof van zijn schoonbroer Karel I Robert van Hongarije in Boeda. Zijn carrière in de Hongaarse hiërarchie kon echter van start gaan door de inspanningen van Elisabeth van Polen, de derde en laatste echtgenote van koning Karel I Robert. Eind 1320 vestigde hij zich aan het hof van de Poolse koning Wladislaus de Korte in Krakau. In 1321 gaf koning Karel I Robert hem de belangrijkste en machtigste functie van de Hongaarse kerk: het ambt van aartsbisschop van Esztergom.
In zijn eerste jaren als aartsbisschop bestreed Bolesław tussen 1321 en 1326 de volgens paus Johannes XXII radicale franciscaanse factie, die tegen de wil van het bisdom Krakau haar jurisdictie over Spiš wilde behouden. Ook slaagde hij erin om de diplomatieke relaties tussen Hongarije en de Republiek Venetië te normaliseren. 
Op het einde van zijn leven probeerde Bolesław zijn broer Mieszko tot bisschop van Nitra te laten verkiezen. De lokale kapittel beschouwde dit als nepotisme en weigerde Mieszko te benoemen. Uiteindelijk kon Bolesław met de hulp van koning Karel I Robert van Hongarije deze benoeming doordrukken en werd Mieszko in 1328 bisschop van Nitra.
Bolesław stierf in december 1328, waarna hij werd bijgezet in de kathedraal van Esztergom. Het hertogdom Tost werd na zijn dood geërfd door zijn jongere broer, hertog Wladislaus van Bytom.
- Gemeinsame Normdatei: 138735921
- Virtual International Authority File: 90992811
- WorldCat: E39PBJvCRg7VRQjgxt8tQwhfv3